# 无腺狭果蝇子草
无腺狭果蝇子草（学名：Silene huguettiae var. pilosa）为石竹科蝇子草属下的一个变种。

## 扩展阅读
- 維基物種上的相關：无腺狭果蝇子草